# کارانژین
کارانژین (به انگلیسی: Karanjin) با فرمول شیمیایی C۱۸H۱۲O۴ یک ترکیب شیمیایی با شناسه پاب‌کم ۱۰۰۶۳۳ است. که جرم مولی آن ۲۹۲٫۲۹ g/mol می‌باشد. 